# Le Châtel
Pour les articles homonymes, voir Le Châtel (massif du Dévoluy) et Chatel.
Ne doit pas être confondu avec Châtel.
Le Châtel est une ancienne commune française située en vallée de Maurienne dans le département de la Savoie, en région Auvergne-Rhône-Alpes.
Le 1er janvier 2019, Le Châtel fusionne avec les communes d'Hermillon et de Pontamafrey-Montpascal afin de former la commune nouvelle de La Tour-en-Maurienne.

## Géographie
Le Châtel est située sur un étroit plateau en hauteur face à Saint-Jean-de-Maurienne, en rive droite de l'Arc. Le village bénéficie ainsi d'un exposition sud-ouest.

## Toponymie
Les formes anciennes du nom de la commune sont, au cours de la période médiévale, Prioratus Sancte Marie de Castro (prieuré de
Sainte-Marie du Châtel, 1184), Cappellanus Sancte Marie de Castro Armelionis (Sainte Marie du Châtel d'Hermillon) et Castrum Armelionis (1269), Parrochia beate MArie castro Hermelionis (1407),,. Le chanoine Gros relève donc que le nom primitif de la paroisse était Notre-Dame du Châtel.
Le Châtel est un toponyme dérivant du latin castella (pluriel de castellum) désignant un château, en lien avec la tour subsistante d'un ancien château fort,. Ernest Nègre donne un dérivé du francoprovençal chate(l) qualifiant un « village fortifié ».
En francoprovençal, le nom de la commune s'écrit Lo Shâshé, selon la graphie de Conflans.

## Histoire

### Période médiévale
La première mention du Châtel dans l'histoire est un acte de 887 de la chapelle de la Sainte-Mère de Dieu, Capella Sancte Dei Genitrix. Cependant ce document est apocryphe. Il permet cependant de comprendre qu'à cette période la vallée de la Maurienne par les passages qui se font entre la France et la péninsule italienne, et que le roi donne à l'évêque, Asmonde (?), « un refuge dans ses propres terres, savoir le château vulgairement appelé Armariolum, situé dans le territoire de Saint Jean, sur l'autre rive, tout près et au-dessus de la rivière Arc, avec la chapelle de la Saint-Mère de Dieu [...] [procurant ainsi]  un second siège et, en temps de guerre, une défense assurée pour sa personne, les livres et les trésors de son église. ». La tour est mentionnée au XIe siècle comme une possession du comte Humbert. Adolphe Gros indique que le nom d'origine de la paroisse était Notre-Dame du Châtel.
Le chanoine Gros souligne également que la tour, vestige du château d'Hermillon, dominant la vallée, se trouve sur la commune d'Hermillon.

### Période contemporaine
Pendant la guerre, des prisonniers furent retenus comme prisonniers dans la Tour par les Allemands.
Le 1er janvier 2019, Le Châtel intègre avec Hermillon et Pontamafrey-Montpascal la commune nouvelle de La Tour-en-Maurienne dont la création est actée par un arrêté préfectoral du 31 octobre 2018.

## Politique et administration
| Période      | Période  | Identité           | Étiquette | Qualité |
| ------------ | -------- | ------------------ | --------- | ------- |
| janvier 2019 | mai 2020 | Hervé Bochet       |           |         |
| mai 2020     | En cours | Mireille Frumillon |           |         |

| Période                                  | Période       | Identité      | Étiquette | Qualité |
| ---------------------------------------- | ------------- | ------------- | --------- | ------- |
| Les données manquantes sont à compléter. |               |               |           |         |
| avant 1995                               | mars 2014     | Roger Favier  | PS        |         |
| mars 2014                                | décembre 2018 | Gildas Jobert |           |         |

## Population et société

### Démographie
Les habitants de la commune sont appelés les Châtelain(e)s,.
L'évolution du nombre d'habitants est connue à travers les recensements de la population effectués dans la commune depuis 1793. Pour les communes de moins de 10 000 habitants, une enquête de recensement portant sur toute la population est réalisée tous les cinq ans, les populations de référence des années intermédiaires étant quant à elles estimées par interpolation ou extrapolation. Pour la commune, le premier recensement exhaustif entrant dans le cadre du nouveau dispositif a été réalisé en 2004.

En 2016, la commune comptait 196 habitants, en évolution de −2,49 % par rapport à 2010 (Savoie : +3,63 %, France hors Mayotte : +2,11 %).
| 1793 | 1800 | 1806 | 1822 | 1838 | 1848 | 1858 | 1861 | 1866 |
| ---- | ---- | ---- | ---- | ---- | ---- | ---- | ---- | ---- |
| 500  | 460  | 503  | 410  | 375  | 419  | 396  | 381  | 350  |

| 1872 | 1876 | 1881 | 1886 | 1891 | 1896 | 1901 | 1906 | 1911 |
| ---- | ---- | ---- | ---- | ---- | ---- | ---- | ---- | ---- |
| 338  | 355  | 338  | 374  | 345  | 360  | 339  | 320  | 327  |

| 1921 | 1926 | 1931 | 1936 | 1946 | 1954 | 1962 | 1968 | 1975 |
| ---- | ---- | ---- | ---- | ---- | ---- | ---- | ---- | ---- |
| 305  | 295  | 284  | 282  | 245  | 229  | 227  | 200  | 129  |

| 1982 | 1990 | 1999 | 2004 | 2006 | 2009 | 2014 | 2016 | - |
| ---- | ---- | ---- | ---- | ---- | ---- | ---- | ---- | - |
| 108  | 100  | 134  | 167  | 181  | 197  | 195  | 196  | - |

### Sports
La commune dispose de l'espace nordique du Grand Coin. Il comporte plusieurs pistes de ski de fond et de raquettes d'une longueur totale de 40 km et deux stations de départ : à Montaimont et à Bonvillard,.

## Culture locale et patrimoine

### Lieux et monuments

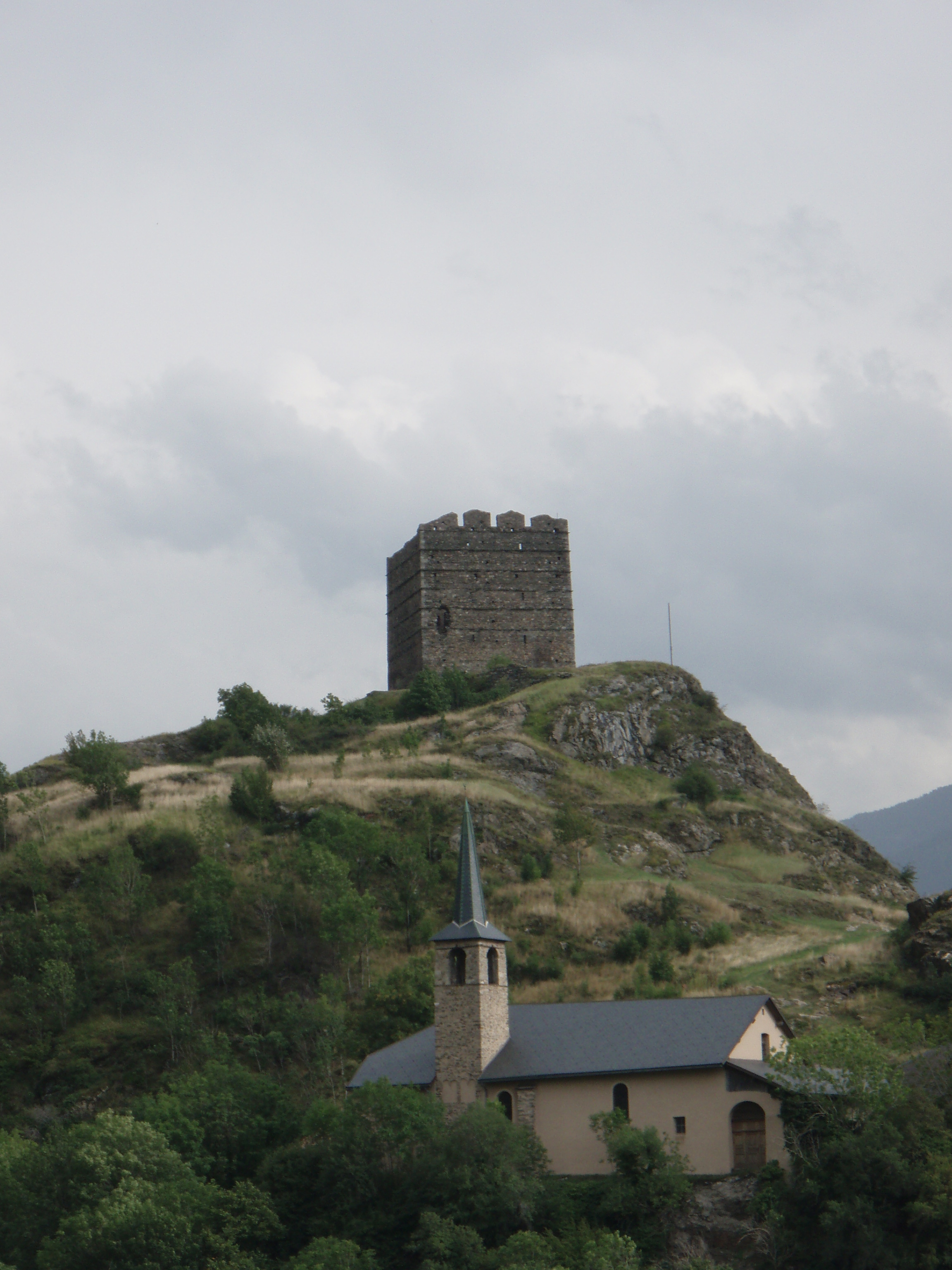
Vestige du château d'Hermillon, dit tour de Bérold, et Notre-Dame-de-l'Annonciation.

- château d'Hermillon ou tour du Châtel (Castrum Armelionis/Armariolum), parfois appelée tour de Bérold ou encore tour des Sarrasins (tour carrée de 14,50 m de côté)[16],[17].

Son nom est attaché à un ancien héros, Bérold, originaire de Saxe venu libérer la Bourgogne. D'après une autre légende, elle aurait été édifiée par les Sarrasins, d'où son autre surnom, tour des Sarrasins. Au milieu du XIe siècle, le fondateur de la future maison de Savoie, Humbert Ier Humbert aux Blanches Mains, semble être en possession du site, et ce serait le lieu où il rendit l'âme. Le château faisait partie des résidences comtales des premiers Humbertiens et était le siège d'une châtellenie.
- maison forte du Villaret (tour ruinée, probablement du XIIIe siècle), possession de la famille des Nobles Du Pont.
- La chapelle Saint Marin : jolie promenade depuis l’église où depuis Hermillon.
- les fours à pain : à l’Échaillon, Rieu Salomon, Le Villaret.
- l'espace nordique du Grand Coin.
- Sentier botanique des Plagnes, avec la présence d'un grand nombre de variétés d'orchidées : Céphalanthères, Platanthères, Neotties, Ophrys mouche, et en particulier le Sabot de Vénus emblème de la commune du  Châtel.

Les fontaines
De l’Echaillon, Rieu Salomon, le Villaret.

### Personnalités liées à la commune
- Clément Brun (8 février 1844 - 6 avril 1921), instituteur à Montsapey, à sa retraite il devient maire de Le Châtel (1905 à 1912). Il est l'auteur de l'ouvrage biographique Trois plumes au Chapeau, Carnets d’un maître d’école d’autrefois ()[20],[21].